# The First Team

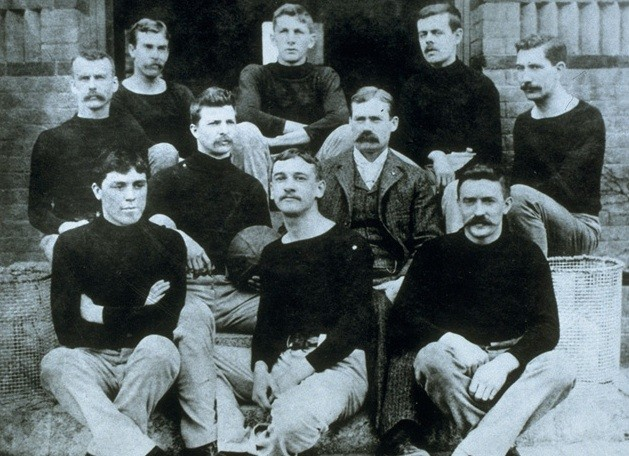
Alcuni componenti del First Team; è presente anche Naismith, seduto nella fila centrale con indosso una giacca.

Con il termine The First Team si intende il gruppo di 18 persone che giocò la prima partita sperimentale di pallacanestro il 21 dicembre 1891 sotto la guida di James Naismith, presso una palestra dello Springfield College situata ad Armory Street, a Springfield, Massachusetts.
L'incontro terminò con il risultato di 1-0 e il primo canestro della storia fu realizzato da William Richmond Chase.

## Storia
La partita fu disputata da 18 giocatori, tutti studenti di Naismith nel corso di educazione fisica alla International YMCA Training School (oggi denominata Springfield College).

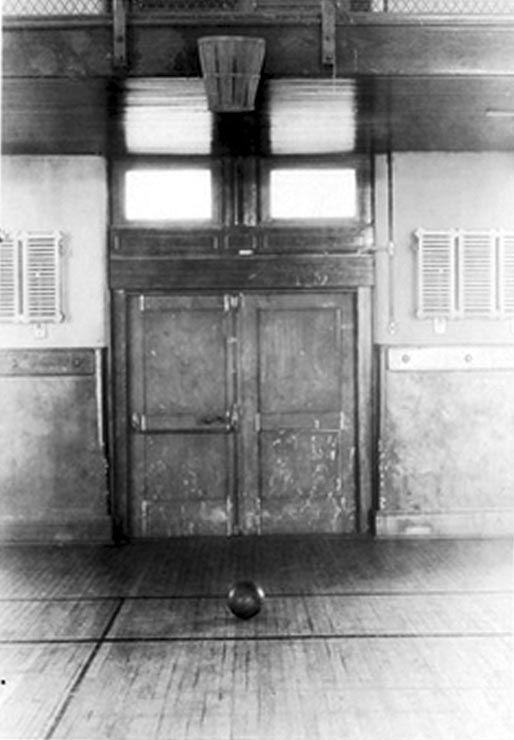
Uno dei canestri della prima partita della storia.

Le ragioni per cui i giocatori erano 18, e non gli attuali 10, sono due: la prima è che la classe di Naismith era composta proprio da 18 studenti; la seconda è che nel regolamento della pallacanestro stilato dallo stesso Naismith non era stato indicato esattamente in quanti avrebbero dovuto giocare.
Recita infatti una nota al testo del regolamento: «Il numero dei giocatori dipende dallo spazio disponibile, dalle dimensioni della palestra: non meno di tre, non più di quaranta». La regola di 5 giocatori per squadra fu stabilita solo alcuni anni dopo.
Prima dell'inizio, Naismith fece stampare le 13 regole che aveva ideato e ne fece appendere due copie sulla bacheca della palestra; chiese poi a un bidello di cercare due scatole della larghezza di circa 18 pollici (45,7 cm). La ricerca delle scatole non andò a buon fine, e tutto ciò che si riuscì a trovare furono due cesti di pesche, che vennero inchiodati alle estremità opposte del campo, ad un'altezza di 10 piedi (3,05 metri). Per il gioco fu utilizzato un pallone da calcio dell'epoca.
Naismith non pensò a un abbigliamento particolare: i 18 giocatori indossavano gli abituali indumenti utilizzati per la lezione di educazione fisica; sul terreno della palestra (larga 60x35 piedi, cioè circa 18x10 metri) non erano presenti linee di demarcazione del campo. La durata dell'incontro fu stabilita in 30 minuti, 15 per ciascun tempo.
Vennero selezionati i due capitani (Eugene Samuel Libby e Thomas Duncan Patton), i quali scelsero i propri compagni di squadra; la partita iniziò con un lancio di palla da parte dello stesso Naismith. Inizialmente non tutti ebbero ben chiaro quale strategia adottare per riuscire a fare canestro; molti giocatori inoltre correvano con la palla nelle mani, e ciò era vietato dal regolamento.
Allo scadere del tempo il punteggio era di 1-0. Il primo e unico canestro venne realizzato da William Richmond Chase, che riuscì a mandare a segno il proprio tiro effettuato dalla distanza di circa 25 piedi (7,62 metri). I cesti che fungevano da canestri non erano bucati nel fondo, pertanto per recuperare il pallone venne utilizzata una scala.

## I giocatori

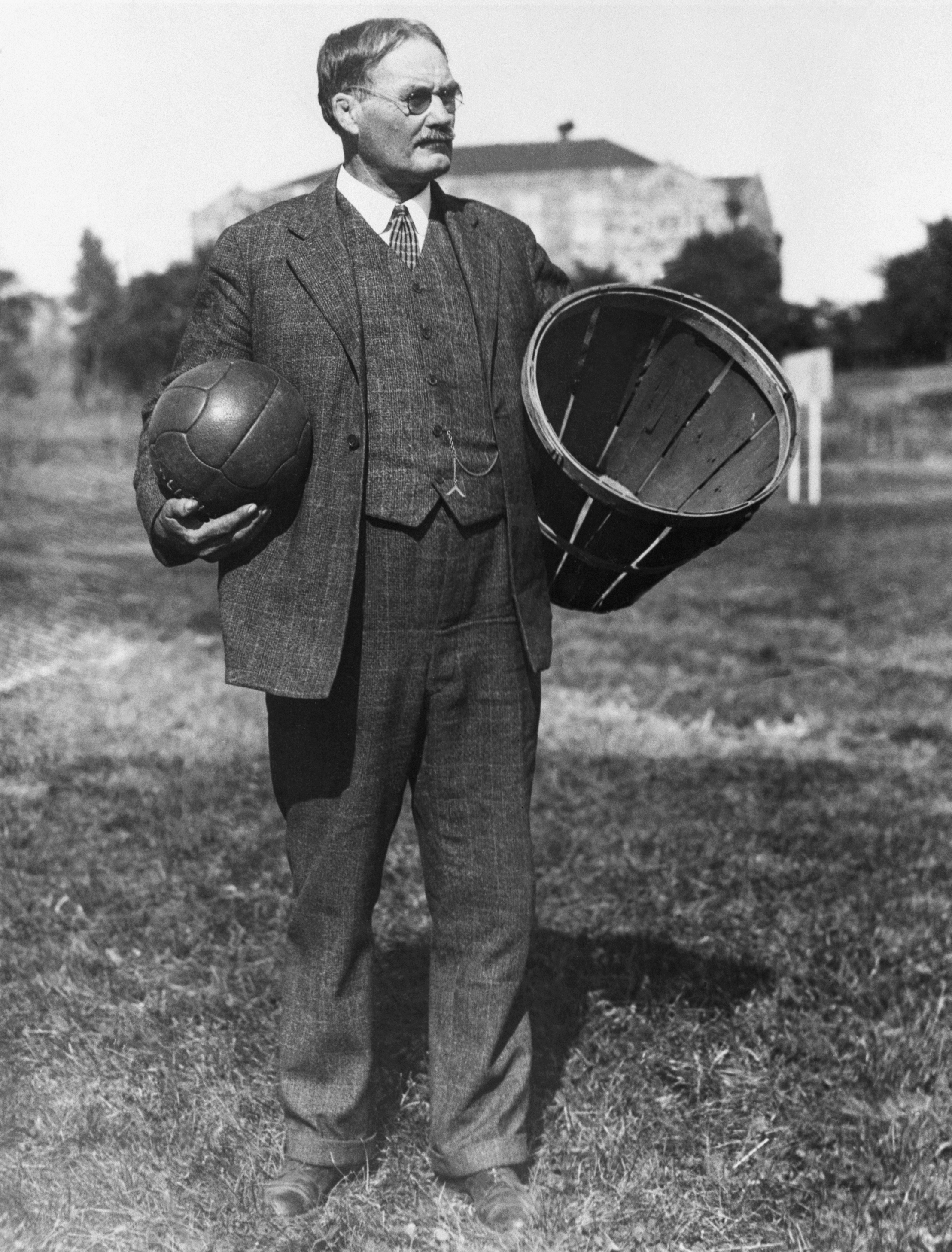
Naismith con una palla e un primo rudimentale canestro.

I primi 18 giocatori della storia della pallacanestro furono suddivisi in due squadre da nove ciascuno. La prima era composta da:
- Lyman W. Archibald (3 luglio 1868 - 10 novembre 1947)
- John George Thompson (10 settembre 1859 - 17 agosto 1933)
- Eugene Samuel Libby (28 aprile 1865 - 1º settembre 1948)
- Edwin Pakenham Ruggles (5 gennaio 1873 - 19 giugno 1940)
- William Richmond Chase (23 giugno 1867 - 30 agosto 1951)
- Thomas Duncan Patton (15 maggio 1865 - aprile 1944)
- Frank Mahan (17 ottobre 1867 - 1905)
- Finlay Grant MacDonald (1º aprile 1870 - 29 marzo 1951)
- William Henry Davis (31 luglio 1867 - novembre 1919)

Nella seconda figuravano:
- Wilbert Franklin Carey (31 ottobre 1868 - 16 giugno 1940)
- George Radford Weller (25 agosto 1870 - 11 febbraio 1956)
- Raymond Pimlott Kaighn (8 dicembre 1869 - luglio 1962)
- Ernest Gotthold Hildner (26 ottobre 1873 - luglio 1968)
- Genzaburo Sadakni Ishikawa (21 luglio 1870 - giugno 1953)
- Benjamin Snell French (14 luglio 1871 - 1910)
- Franklin Everets Barnes (1867 - 3 ottobre 1947)
- George Edward Day (21 settembre 1864 - 31 ottobre 1919)
- Henry Gelan (13 settembre 1863 - 16 marzo 1910)

## Riconoscimenti
Nel 1959 il First Team fu ammesso nel Naismith Memorial Basketball Hall of Fame: fu la prima squadra ad ottenere questo riconoscimento, insieme con gli Original Celtics. Lo stesso James Naismith venne inserito tra i membri in qualità di contributore.